# 플랑드르 전역
플랑드르 전역 또는 저지대 국가 전역은 제1차 대프랑스 동맹 기간이었던 1792년 4월 20일부터 1795년 6월 7일까지 이어졌다. 앙시앵 레짐을 비롯하여 합스부르크 군주국, 네덜란드 공화국, 그레이트브리튼 왕국, 프로이센, 하노버 선제후국, 헤센카셀 방백국 등이 프랑스 국경지대에 군대를 동원하여 프랑스 제1공화국을 멸망시키고자 했다. 프랑스 혁명 세력 중 급진주의자들은 프랑스 내 가톨릭 교회의 세력을 없애고, 군주제를 폐지했으며, 폐위했던 국왕 루이 16세를 처형하였다. 이들은 프랑스 국경 너머로 혁명을 퍼뜨리려고 했고, 필요하다면 폭력도 사용할 예정이었다.
1792년 11월 프랑스군이 제마프 전투에서 빠른 승리를 거두었고, 뒤이어 대프랑스 동맹군이 1793년 3월 네르빈덴 전투에서 큰 승리를 거두었다. 이 초기 전투 이후, 각 군대 중 가장 큰 병력이 프랑스-플랑드르 국경에 집결했다. 이 전역에서 영국-하노버, 네덜란드, 헤센, 오스트리아 제국 연합군이, 상브르강 일대에서는 프로이센 병력이 북군과 더 남쪽에 위치한 아르덴군 및 뫼즈군과 대치하고 있었다. 대프랑스 동맹군은 초기에 몇몇 승리를 거두었으나, 프랑스 국경 지대의 요새 너머로 진격할 수는 없었다. 대프랑스 동맹군은 프랑스군의 반격으로 결국 철수했고, 1794년 5월 오스트리아군은 폴란드로 재배치되었다.
동맹군은 네덜란드 남쪽과 독일에 새로운 전선을 형성했지만, 보급에 실패하고 프로이센군이 철수하면서 그들은 고된 겨울 동안 퇴각을 계속할 수 밖에 없었다. 오스트리아군은 라인 강 하류로, 영국군은 하노버로 철수했다. 승리한 프랑스인들은 정복하는 과정에서 이전에 프랑스로 도망칠 수 밖에 없었던 네덜란드 출신의 파트리아오텐티드에게 도움을 받았다. 이들은 프랑스군 휘하의 바타비안과 벨기에라는 이름으로 돌아와 그들의 국가를 해방시키려고 했다. 프랑스군은 암스테르담까지 진격해 1795년 초 네덜란드 공화국을 대체하고 그곳에 바타비아 공화국이라는 종속국을 세웠다. 오스트리아령 네덜란드와 리에주 후국은 프랑스가 병합했다.
프로이센과 헤센카셀 방백국은 1795년 바젤 조약을 통해 프랑스의 승리와 획득한 영토를 인정했다. 그러나 오스트리아는 1797년 레오벤 조약과 캄포포르미오 조약이 체결될 때까지 오스트리아령 네덜란드를 잃은 것을 인정하지 않았다. 잉글랜드로 망명한 네덜란드의 스타트허우더 오라녜 공 빌럼 5세 역시 처음에는 바타비아 공화국을 인정하지 않았으며, 큐 편지를 통해 영국이 네덜란드의 식민지를 임시 통치하는 것을 허락했다. 1801년 오라니엔슈타인 편지를 통해서야 빌럼 5세는 바타비아 공화국을 인정했고, 그의 아들 빌럼 프레더릭은 나사우오라녜풀다 후국의 제후가 되었다.